# Antônio Marques (Maranguape)
Antônio Marques é um distrito do município brasileiro de Maranguape, no estado do Ceará. Segundo o censo demográfico de 2022, realizado pelo Instituto Brasileiro de Geografia e Estatística (IBGE), sua população era de 1 120 habitantes e havia 414 domicílios particulares permanentes ocupados. Foi criado pela lei estadual nº 7.148 de 10 de janeiro de 1964.
De acordo com o IBGE, em 2010 a população era de 2 145 habitantes e havia 541 domicílios particulares.